# Maksim Diemienko
Maksim Władimirowicz Diemienko, ros. Максим Владимирович Деменко (ur. 21 marca 1976 w Krasnodarze) – rosyjski piłkarz, grający na pozycji pomocnika, a wcześniej obrońcy, reprezentant Rosji.

## Kariera piłkarska

### Kariera klubowa
Wychowanek Kubania Krasnodar, w którym w 1992 rozpoczął karierę piłkarską. Na początku 1994 został zaproszony do Dynama Kijów. 12 marca 1994 roku debiutował w Wyszczej Lidze w meczu z Tawriją Symferopol (4:2). Zimą 1995 powrócił do Rosji, gdzie został piłkarzem Łady Togliatti. W 1998 bronił barw Krylji Sowietow Samara. Potem grał w amatorskim zespole Centr-R-Kawkaz Krasnodar. W lipcu 1998 podpisał kontrakt z Żemczużyną Soczi, a już w następnym roku przeniósł się do Zenitu Petersburg. Po sezonie w klubie Rostsielmasz Rostów nad Donem w 2003 przeniósł się do Spartaka Moskwa. W 2004 wskutek używania środków dopingowych był zmuszony zakończyć karierę piłkarską. Długo rehabilitował się, podtrzymując formę sportową w amatorskim zespole Dinamo Krasnodar. Dopiero w 2009 powrócił do gry w profesjonalnym klubie FK Krasnodar. 27 lipca 2010 podpisał kontrakt z Żemczużyną Soczi.

### Kariera reprezentacyjna
26 kwietnia 2000 roku zadebiutował w reprezentacji Rosji w meczu towarzyskim z USA (2:0). W 1995 rozegrał 1 mecz w olimpijskiej reprezentacji Rosji.

## Sukcesy i odznaczenia

### Sukcesy klubowe
- mistrz Ukrainy: 1994
- brązowy medalista Mistrzostw Rosji: 2001
- wicemistrz Rosyjskiej Pierwszej Dywizji: 1995
- zdobywca Pucharu Rosji: 2003
- finalista Pucharu Intertoto: 2000

### Sukcesy indywidualne
- najlepszy libero Mistrzostw Rosji według Sport-Ekspresu: 1999